# Movimiento Sembrar
El Movimiento Sembrar fue un partido político peruano de centroizquierda, que formaba parte del Frente Amplio y de Juntos por el Perú. Se auto-definía como un movimiento político, social y cultural que tiene el objetivo de lograr la transformación social, sobre la base de la justicia social y el poder popular.

## Fundación
El Movimiento Sembrar fue fundado en la ciudad del Cusco en abril del 2015, por un grupo de militantes izquierdistas procedentes de diversos colectivos, movimientos y organizaciones sociales de base. En su manifiesto fundacional se señala como objetivo "renovar radicalmente la política, como construcción colectiva y solidaria, asumiendo la coherencia entre el discurso y la práctica, entre lo público y lo privado, como el tronco firme desde el cual nos abrimos y florecemos, echando raíces en las luchas históricas de nuestros pueblos".

## Participación electoral
El Movimiento Sembrar postuló a Verónika Mendoza como precandidata presidencial del Frente Amplio en las elecciones ciudadanas abiertas llevadas a cabo el 4 de octubre de 2015. Algunos días después, fue denominada como ganadora de los comicios, por lo que lideraría a la coalición izquierdista en las elecciones generales del Perú del 2016.
El 10 de enero de 2016, el Frente Amplio realizaría un nuevo proceso electoral para elegir a sus listas de candidatos al Congreso de la República. Tres militantes de Sembrar (Rosario Grados, Juan Aste e Indira Huilca) fueron elegidos como integrantes de la lista congresal por Lima.
La plancha presidencial de Mendoza estuvo conformada por Marco Arana, líder del partido Tierra y Libertad, como candidato a la primera vicepresidencia, y el economista Alan Fairlie, como candidato a la segunda vicepresidencia.
En la primera vuelta electoral, realizada el 10 de abril de 2016, la fórmula presidencial del Frente Amplio obtuvo el 18.74% de los votos, por lo que quedó en tercer lugar y no accedió a disputar la Presidencia.
Las listas congresales del FA obtuvieron el 13.94% de los votos, lo que se tradujo en una bancada de 20 parlamentarios. Indira Huilca y Edgar Ochoa, militantes de Sembrar, alcanzaron escaños por los distritos electorales de Lima y Cusco, respectivamente.

## Resultados Electorales

### Elecciones Presidenciales
|  | 18.74 % |

|  | 7.86 % |

### Elecciones Parlamentarias
|  | 13.94 % |

|  | 4.80 % |

|  | 6.59 % |

### Elecciones al Parlamento Andino
|  | 15.46 % |

|  | 6.98 % |